# Gertrudis Bocanegra
María Gertrudis Teodora Bocanegra Lazo Mendoza (Pátzcuaro, Michoacán, 11 d'abril de 1765 – 11 d'octubre de 1817), coneguda com Gertrudis Bocanegra, va ser una dona novohispana que va donar suport al moviment insurgent durant la guerra de la Independència de Mèxic. Va ser descoberta i sentenciada a mort en no voler donar informació sobre les forces insurgents al govern virreinal.

## Biografia
Gertudis Bocanegra va néixer en Pátzcuaro en el que avui és l'estat mexicà de Michoacán, filla de Pedro Javier Bocanegra i Feliciana Mendoza (morta el 15 de novembre de 1783). Va ser filla de pares espanyols, comerciants de classe mitjana espanyola. Es va casar amb el tinent Pedro Advíncula Lazo de la Vega, militar de les forces provincials espanyoles de Michoacán i van tenir quatre fills.
Malgrat que les dones de la Nova Espanya poques vegades podien accedir a l'educació, Gertrudis Bocanegra va ser lectora dels principals autors de la Il·lustració, per la qual cosa quan va esclatar la guerra d'independència s'hi va adherir. Va servir com a correu dels insurgents a la regió de Pátzcuaro i Tacámbaro.
En l'etapa de resistència de la guerrilla insurgent, Bocanegra va ser enviada a Pátzcuaro amb el propòsit d'ajudar a la presa de la ciutat per part dels rebels. Però va ser descoberta i després va ser presonera de l'exèrcit reialista. Sotmesa a tortura perquè delatés a altres participants de la guerrilla, Bocanegra es va negar sempre a donar informació als reialistes. Finalment va ser jutjada i sentenciada culpable de traïció.
Va ser sentenciada a mort: la van afusellar l'11 d'octubre de 1817, a la plaça de San Agustín en la mateixa vila de Pátzcuaro. Un mes més tard (l'11 de novembre de 1817) van afusellar el militar espanyol Francisco Javier Mina.

## Llegat
El personatge de Bocanegra va ser interpretat per Ofelia Medina en la pel·lícula biogràfica mexicana Gertrudis (1992).